# Dorchester (district électoral du Canada-Uni)
Pour les articles homonymes, voir Dorchester.
Circonscription électorale provinciale du Canada
Dorchester est un district électoral de l'Assemblée législative de la province du Canada.

## Liste des députés
| Années | Années      | Député                     | Affiliation                     |
| ------ | ----------- | -------------------------- | ------------------------------- |
|        | 1841 - 1844 | Antoine-Charles Taschereau | Canadien-français antiunioniste |
|        | 1844 - 1847 | Pierre-Elzéar Taschereau   | Canadien-français               |
|        | 1847 - 1848 | François-Xavier Lemieux    | Canadien-français               |
|        | 1848 - 1851 | François-Xavier Lemieux    | Canadien-français               |
|        | 1851 - 1854 | François-Xavier Lemieux    | Réformiste                      |
|        | 1854 - 1858 | Barthélemy Pouliot         | Réformiste                      |
|        | 1858 - 1861 | Hector-Louis Langevin      | Bleu                            |
|        | 1861 - 1863 | Hector-Louis Langevin      | Bleu                            |
|        | 1863 - 1867 | Hector-Louis Langevin      | Bleu                            |